# Gąsior (Ruciane-Nida)
Gąsior [ˈɡɔ̃ɕɔr] (deutsch Gonschor, 1938–1945 Gonscher) ist ein kleiner Ort in der polnischen Woiwodschaft Ermland-Masuren. Er gehört zur Gmina Ruciane-Nida (Stadt- und Landgemeinde Rudczanny/Niedersee-Nieden) im Powiat Piski (Kreis Johannisburg).

## Geographie
Gąsior liegt am Westufer des Beldahnsees (polnisch Jezioro Bełdany) im mittleren Osten der Woiwodschaft Ermland-Masuren, 23 Kilometer südöstlich der einstigen Kreisstadt Sensburg (polnisch Mrągowo) bzw. 21 Kilometer nordwestlich der heutigen Kreisstadt Pisz (deutsch Johannisburg).

## Geschichte
Das frühere Gonschor wurde 1703 gegründet und bestand aus einem kleinen Gehöft sowie einer Försterei, die dem Staatsforst Nikolaiken (polnisch Mikołajki) zugeordnet war. 1874 wurde der Gutsbezirk Gonschor in den neu errichteten Amtsbezirk Nikolaiken eingegliedert, der – nach 1931 in Amtsbezirk Bubrowko und 1938 in Amtsbezirk Biebern umbenannt – bis 1945 bestand und zum Kreis Sensburg im Regierungsbezirk Gumbinnen (ab 1905 Regierungsbezirk Allenstein) in der preußischen Provinz Ostpreußen gehörte.
In den Jahren 1903 bis 1908 wurde der Gutsbezirk Gonschor in eine Landgemeinde umgewandelt. Zählte Gonschor 1910 lediglich 6 Einwohner, so waren es 1925 bereits 26.
Am 1. Oktober 1937 gab Gonschor seine Eigenständigkeit auf und wurde – zusammen mit dem Nachbarort Kamien (polnisch Kamień) – in die Gemeinde Isnothen (polnisch Iznota) eingemeindet. Am 3. Juni (amtlich bestätigt am 16. Juli) 1938 wurde Gonschor aus politisch-ideologischen Gründen der Abwehr fremdländisch wirkender Ortsnamen in Gonscher umbenannt.
1945 kam der Ort in Kriegsfolge mit dem gesamten südlichen Ostpreußen zu Polen und erhielt die polnische Namensform Gąsior. Heute ist er eine zu Iznota gehörende Ortschaft im Verbund der Stadt- und Landgemeinde Ruciane-Nida (Rudczanny/Niedersee-Nieden) im Powiat Piski (Kreis Johannisburg), bis 1998 der Woiwodschaft Suwałki, seither der Woiwodschaft Ermland-Masuren zugehörig.

## Religionen
Bis 1945 war Gonschor (Gonscher) in die evangelische Kirche Alt Ukta in der Kirchenprovinz Ostpreußen der Evangelischen Kirche der Altpreußischen Union sowie in die römisch-katholische Kirche Sensburg im Bistum Ermland eingepfarrt.
Heute orientieren sich beide Konfessionen nach Ukta: zur katholischen Kreuzerhöhungskirche im Bistum Ełk der römisch-katholischen Kirche in Polen sowie zur evangelischen Petrikirche, einer Filialkirche der Pfarrei in Mikołajki (Nikolaiken) in der Diözese Masuren der Evangelisch-Augsburgischen Kirche in Polen.

## Verkehr
Gąsior liegt an einer Nebenstraße, die von Ruciane-Nida (Rudczanny/Niedersee-Nieden) über Wygryny (Wigrinnen) nach Iznota (Isnothen) führt. 